# Prager Zeitung
Die Prager Zeitung (PZ) ist eine deutschsprachige Onlinezeitung, die über das Geschehen in Tschechien berichtet. Allerdings wurde die Website seit 18. Mai 2022 nicht mehr aktualisiert.
Vom 5. Dezember 1991 bis 22. Dezember 2016 erschien sie als Wochenzeitung in Prag und wurde in Tschechien, Deutschland und Österreich verkauft.

## Geschichte
Nach der politischen Wende in der Tschechoslowakei gründete der aus Zwickau stammende Historiker Uwe Müller (1955–2010) im Jahr 1991 die Prager Zeitung und übernahm die Position des geschäftsführenden Chefredakteurs. Müller war zuvor Mitarbeiter der Prager Volkszeitung. Mit der PZ wollte er eine moderne Publikation schaffen, die einerseits neu ins Land strömende deutschsprachige Geschäftsleute und Touristen ansprach, aber andererseits auch an die jahrhundertealte deutschsprachige Pressetradition in Böhmen und Mähren anknüpfte. Die PZ sieht sich als Nachfolgepublikation des Prager Tagblatts, für das Reporter-Legenden wie Egon Erwin Kisch schrieben. Sie führte dessen Namen, an dem sie alle Rechte erworben hatte, auch lange als Zweitnamen.
Bis zur Gründung der Landeszeitung im Jahr 1994 enthielt die Prager Zeitung eine Beilage für die deutsche Minderheit in Tschechien. Bei Prago-Media, dem Verlag der Prager Zeitung, erschien bis Dezember 2006 auch die deutschsprachige Karlsbader Zeitung.
Anfang 2016 hatte die Prager Zeitung 16 Seiten und eigenen Angaben zufolge eine Auflage von ca. 10.000 Exemplaren, wovon etwa die Hälfte in Tschechien verkauft wurde. Der Rest wurde zum Großteil nach Deutschland und Österreich verschickt. Ende 2015 beschäftigte die Wochenzeitung 15 Mitarbeiter.
Die letzte Ausgabe der gedruckten Prager Zeitung erschien am 22. Dezember 2016. Seitdem wird sie von Chefredakteur Marcus Hundt und langjährigen Autoren als Website fortgeführt.

## Profil
Die Prager Zeitung war die meistgelesene fremdsprachige Wochenzeitung in Tschechien.
Thematisch beschäftigt sich die PZ mit Politik, Wirtschaft, Kultur und Tourismus – insbesondere mit den Beziehungen der Tschechischen Republik zu ihren deutschsprachigen Nachbarländern. Im Mai 2012 wurde sie im Rahmen der Verleihung des erstmals vergebenen Medienpreises Dialog für Deutschland mit dem Ehrenpreis der Jury ausgezeichnet. Die PZ erhielt den Preis, weil sie die erste deutschsprachige Zeitung im ehemaligen Ostblock war, die sich besonders auf Touristen und Geschäftsleute ausrichtete. Damit hatte sie eine Vorbildfunktion für viele Zeitungen, die später mit einem ähnlichen Konzept starteten.